# Mistrzostwa Europy w Lekkoatletyce 1986 – dziesięciobój mężczyzn

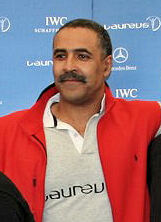
Daley Thompson w 2007

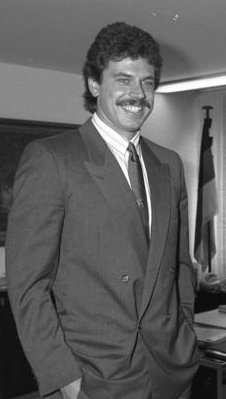
Jürgen Hingsen

Dziesięciobój mężczyzn był jedną z konkurencji rozgrywanych podczas XIV mistrzostw Europy w Stuttgarcie. Został rozegrany 27 i 28 sierpnia 1986 roku. Zwycięzcą tej konkurencji został reprezentant Wielkiej Brytanii Daley Thompson, który tym samym obronił tytuł zdobyty na poprzednich mistrzostwach. Po raz pierwszy stosowano punktację według tabel wprowadzonych w 1985.  W rywalizacji wzięło udział dwudziestu trzech zawodników z dwunastu reprezentacji.

## Rekordy
| Rekord świata     | Daley Thompson (GBR) | 8847        | Los Angeles, Stany Zjednoczone | 08-09.08.1984 |
| Rekord Europy     | Daley Thompson (GBR) | 8847        | Los Angeles, Stany Zjednoczone | 08-09.08.1984 |
| Rekord mistrzostw | Daley Thompson (GBR) | 8774 (8743) | Ateny, Grecja                  | 07-08.09.1982 |

## Wyniki
| Poz. | Zawodnik             | Punkty | 100       | W dal    | Kula    | Wzwyż  | 400     | 110 ppł  | Dysk    | Tyczka | Oszczep | 1500    |
| ---- | -------------------- | ------ | --------- | -------- | ------- | ------ | ------- | -------- | ------- | ------ | ------- | ------- |
| 1    | Daley Thompson       | 8811   | 10,26 s   | 7,72 m   | 15,73 m | 2,00 m | 47,02 s | 14,04 s  | 43,38 m | 5,10 m | 62,78 m | 4:26,16 |
| 2    | Jürgen Hingsen       | 8730   | 10,87 s w | 7,89 m w | 16,46 m | 2,12 m | 48,79 s | 14,52 s  | 48,42 m | 4,60 m | 64,28 m | 4:21,61 |
| 3    | Siegfried Wentz      | 8676   | 10,83 s   | 7,60 m   | 15,45 m | 2,12 m | 47,57 s | 14,07 s  | 45,66 m | 4,90 m | 65,34 m | 4:35,00 |
| 4    | Torsten Voss         | 8450   | 10,53 s w | 7,85 m w | 14,93 m | 2,09 m | 48,03 s | 14,91 s  | 43,64 m | 5,10 m | 57,76 m | 4:47,15 |
| 5    | Ołeksandr Apajczew   | 8199   | 11,14 s   | 7,25 m   | 15,57 m | 1,88 m | 49,45 s | 14,29 s  | 45,82 m | 4,80 m | 64,84 m | 4:28,66 |
| 6    | Uwe Freimuth         | 8197   | 11,02 s   | 7,25 m   | 15,28 m | 1,97 m | 48,35 s | 14,85 s  | 45,94 m | 4,90 m | 60,36 m | 4:34,54 |
| 7    | Christian Plaziat    | 8196   | 10,84 s w | 7,36 m w | 14,73 m | 2,15 m | 50,03 s | 14,83 s  | 45,40 m | 4,70 m | 57,10 m | 4:35,20 |
| 8    | Alain Blondel        | 8185   | 10,74 s w | 7,42 m   | 13,27 m | 2,00 m | 47,79 s | 14,84 s  | 39,22 m | 4,90 m | 55,18 m | 4:18,97 |
| 9    | Robert De Wit        | 7962   | 11,07 s w | 7,05 m   | 14,04 m | 2,00 m | 49,35 s | 14,58 s  | 43,34 m | 4,80 m | 54,74 m | 4:26,09 |
| 10   | Sten Ekberg          | 7930   | 11,07 s w | 7,05 m   | 13,55 m | 2,06 m | 49,46 s | 15,12 s  | 43,98 m | 4,50 m | 57,86 m | 4:19,96 |
| 11   | Eugene Gilkes        | 7888   | 10,64 s w | 7,00 m   | 14,92 m | 1,94 m | 47,60 s | 15,267 s | 43,50 m | 4,40 m | 48,42 m | 4:18,91 |
| 12   | Mikael Olander       | 7888   | 11,29 s w | 6,78 m w | 15,62 m | 1,97 m | 50,85 s | 16,16 s  | 46,30 m | 4,60 m | 72,50 m | 4:33,46 |
| 13   | Beat Gähwiler        | 7862   | 11,14 s w | 7,06 m w | 14,15 m | 1,94 m | 49,21 s | 15,30 s  | 40,36 m | 4,60 m | 63,66 m | 4:22,19 |
| 14   | Lars Warming         | 7776   | 10,82 s w | 7,03 m   | 13,52 m | 1,94 m | 47,76 s | 14,54 s  | 40,48 m | 4,60 m | 44,00 m | 4:19,49 |
| 15   | Patrick Vetterli     | 7609   | 11,23 s w | 6,77 w m | 14,27 m | 2,03 m | 49,79 s | 15,06 s  | 45,40 m | 4,40 m | 57,06 m | 4:53,62 |
| 16   | Petri Keskitalo      | 7462   | 10,67 s w | 7,57 m   | 14,03 m | 1,97 m | 51,47 s | 14,66 s  | 33,62 m | 4,60 m | 53,92 m | 5:20,66 |
| 17   | Carlos O’Connell     | 7312   | 11,04 s w | 7,21 m   | 11,53 m | 1,85 m | 49,29 s | 15,36 s  | 34,72 m | 4,30 m | 51,96 m | 4:19,56 |
| –    | Staffan Blomstrand   | DNF    | 11,05 s w | 6,78 m w | 14,10 m | 1,97 m | 48,95 s | 16,19 s  | 43,64 m | 4,50 m | 61,70 m | DNS     |
| –    | Grigorij Diegtiariow | DNF    | 10,99 s   | 7,26 m   | 14,72 m | 2,00 m | 50,04 s | 15,11 s  | 44,48 m | DNS    | –       | –       |
| –    | Jürgen Mandl         | DNF    | 10,95 s w | 7,09 m w | 14,27 m | 1,94 m | 50,67 s | 14,98 s  | 39,16 m | DNS    | –       | –       |
| –    | William Motti        | DNF    | 11,26 w   | 7,00 m w | 13,96 m | 1,70 m | DNF     | DNF      | 38,50 m | DNS    | –       | –       |
| –    | Guido Kratschmer     | DNF    | 10,62 s   | 7,50 m   | DNS     | –      | –       | –        | –       | –      | –       | –       |
| –    | Valter Külvet        | DNF    | 11,48 s w | 6,71 m   | DNS     | –      | –       | –        | –       | –      | –       | –       |